# Верхнегарасимовский сельский совет
Верхнегарасимовский сельский совет (укр. Верхньогарасимівська сільська рада) — административно-территориальная единица в Краснодонском районе Луганской области Украины.
Административный центр сельского совета находится в с. Власовка.

## Населённые пункты совета
- c. Верхнегарасимовка
- с. Власовка
- c. Нижняя Гарасимовка
- c. Никишовка

## Адрес сельсовета
94486, Луганська обл., Краснодонський р-н, с. Власівка, кв. Советський, 1; тел. 2-60-71 (укр.)